# Pablo Marçal
Pablo Henrique Costa Marçal  (Goiânia, 18 avril 1987) est un entrepreneur et homme politique brésilien.
Il est surtout connu pour vendre des cours d'auto-développement, sur les réseaux sociaux, et pour sa trajectoire politique.

## Biographie
Issu d'une famille modeste (son père était fonctionnaire et sa mère femme de ménage), Pablo Marçal est d'abord employé d'un centre d'appels avant de créer son entreprise digitale et de faire fortune. Il déclare un patrimoine de 193 millions de réais (32 millions d'euros) à la justice électorale en 2024.
Il se fait connaître pour ses formations en ligne sur le développement personnel, s'inspirant de son propre parcours pour expliquer comment gagner beaucoup d'argent.
Il accroit sa notoriété en 2022, lorsqu'il a dirigé une expédition au Pico dos Marins  —  l'un des plus hauts sommets des montagnes de Mantiqueira  —  qui a nécessité le sauvetage des pompiers en raison de l'exposition de 32 personnes à des risques mortels,.

### Parcours politique
La même année, il s'est porté pré-candidat à la présidence du Brésil, mais sa candidature n'a pas été confirmée en raison de désaccords internes au sein de son parti, PROS (centre), qui a décidé de soutenir la campagne de Luiz Inácio Lula da Silva. Contre le règlement du parti, Marçal a soutenu le président sortant Jair Bolsonaro. Après sa tentative de candidature présidentielle infructueuse, il s'est présenté au poste de député fédéral à São Paulo et a obtenu 243 000 voix, mais son élection a été invalidée par le Tribunal électoral supérieur pour des irrégularités,,.
Affilié depuis mai 2024 à un petit parti conservateur, le Parti rénovateur travailliste brésilien, il se porte candidat aux élections municipales de São Paulo, se « présentant en outsider antipolitique » et utilisant « son propre argent et sa grande capacité d'engagement sur les réseaux sociaux pour perturber les campagnes de ses adversaires ». Il compte sur sa popularité sur les réseaux sociaux pour bousculer le monde politique traditionnel et s'appuie sur un discours belliqueux et très provocateur, affublant ses adversaires de surnoms injurieux et multipliant les attaques diffamatoires. Il est frappé avec une chaise par un autre candidat, le présentateur José Luiz Datena (PSDB, droite), qu'il venait d'accuser de violences conjugales lors d'un débat télévisé. Emmené à l'hôpital, il porte plainte contre son adversaire, l'accusant de lui avoir « cassé une côte », mais le médecin légiste l'ayant examiné a conclu à une « blessure mineure, sans aucun signe de fracture ».
Sa campagne fracture l’extrême droite brésilienne : l'ex-président Jair Bolsonaro apporte son soutien au maire sortant Ricardo Nunes mais beaucoup de ses partisans se rallient à Pablo Marçal, hissant celui-ci à la troisième place dans les sondages après Ricardo Nunes et le candidat de gauche Guilherme Boulos. Selon The Intercept Brasil, « c'est une guerre fratricide pour le butin politique et électoral du bolsonarisme » qui se joue dans la capitale économique brésilienne « en vue de la prochaine élection présidentielle » de 2026, à laquelle Jair Bolsonaro, inéligible jusqu'en 2030, ne pourra pas se présenter.
Il prend la troisième place avec 28,1 % des voix à l'issue d'un premier tour très serré.

#### Controverses
Pablo Marçal a été condamné en 2010 à quatre ans et demi de prison pour piratage de comptes bancaires, une peine qu'il n'a jamais purgée en raison de la prescription de l'affaire. 
Il est suspecté de liens avec le crime organisé.